# 居原田遥
居原田 遥（いはらだ はるか、1991年 - ）は、日本のインディペンデントキュレーター。

## 概要
沖縄県生まれ。オルタナティブカルチャー、アクティビズムを関心軸に、沖縄とアジア圏をフィールドとし、美術、映像、映画などのイベント、展覧会の企画・作品制作のコーディネートを行う。
東京藝術大学で特任助手としてASEAN諸国との国際事業担当を務める。大学院国際芸術創造研究科アートプロデュース専攻博士後期課程在籍、日本学術振興会特別研究員（DC1）。2024年4月、京都市立芸術大学美術学部（構想設計専攻）非常勤講師。

## 企画
- 『CONSTELLATION』（中森圭二郎監督）企画・制作（2016）
- 「美しければ美しいほど」（原爆の図 丸木美術館、埼玉、2018）
- 「HOTEL ASIA Unidentified Landscape 2018」（沖縄、福岡、重慶市・中国 他、2019）
- 「白川昌生個展 ここが地獄か、極楽か。」（原爆の図 丸木美術館、2021）
- 「琉球の横顔ー描かれた「私」からの出発」（沖縄県立美術館・博物館、2021）企画協力[4]